# Rogatio
Una rogatio (del latín rogo, 'preguntar, consultar, proponer en consulta'), en derecho constitucional romano, es el término utilizado para un proyecto de ley presentado ante una Asamblea del pueblo en la Antigua Roma. El procedimiento de rogatio subraya el hecho de que el Senado romano podía emitir decretos, pero no era un cuerpo legislativo o parlamentario. Solo el pueblo (populus romanus) podía aprobar leyes.
Un magistrado con derecho a convocar la asamblea, podía proponer un proyecto de ley (rogatio legis). Las leyes propuestas, en sí mismas, eran leges rogatae, es decir, aprobadas por el pueblo en comicios. El proponente de un proyecto de ley era el lator y el impulsor era el auctor. Las discusiones en el Senado contribuirían a la redacción del proyecto de ley, que se publicaría (promulgare rogationem, es decir, la promulgatio) tres semanas o más, antes de su presentación formal a la asamblea. Durante este período, los ciudadanos podían discutir el proyecto de ley y proponer cambios, o más raramente, pedir su retiro, en sesiones informales (contiones). Una vez que el proyecto de ley fuese presentado a la asamblea para su votación, ya no se podía modificar.
El legislador que presentaba el proyecto de ley preguntaba: Velitis iubeatis, Quirites ('Ciudadanos, ¿vais a aprobarlo y disponerlo?') y el pueblo respondía sí o no sin discutirlo. Si un proyecto de ley era retirado después de la rogatio pero antes de que se votara, generalmente era porque un tribuno amenazaba con usar su veto contra él o, con menos frecuencia, porque había resultado impopular entre la plebe. Si finalmente se aprobaba un proyecto de ley (rogatio lata est), se convertía entonces en ley (lex, ley que emana de la voluntad de las asambleas de ciudadanos que tienen competencia para ello) después de que el magistrado que presidía hiciera el anuncio formal (renuntiatio) de la decisión de la asamblea.
En los inicios de la República romana, el Senado tenía que aprobar la constitucionalidad de una ley antes de que fuera promulgada. Después de la aprobación de la Lex Publilia Philonis en 339 a. C., que requería que, al menos, uno de los dos censores fuera plebeyo, se necesitaba esta aprobación (patrum auctoritas) antes de que el proyecto de ley fuera sometido a votación en la asamblea. Sin embargo, con controvertidas medidas popularistas, el Senado, a veces, era ignorado. Si se proponía un proyecto de ley con el propósito de declarar una guerra, tenía que ser llevado ante la asamblea centuriata.
Un proyecto de ley que se convertía en ley, se inscribía en tablillas de cobre o mármol y se guardaba en el tesoro del estado (aerarium populi romani) bajo la supervisión de los cuestores.
En el 63 a. C., Cicerón logró, con tácticas obstruccionistas, una rogatio Servilia pronunciando un discurso ante el pueblo. Parece ser la única vez, en la República Tardía, donde la oratoria bloqueó una ley popular, que en este caso había previsto la distribución de tierras a los pobres. O eso afirma Cicerón. El patrocinador del proyecto de ley, el tribuno Publio Servilio Rulo, probablemente lo retiró debido a la amenaza de veto de uno de sus compañeros tribunos, y nunca llegó a los comitia.